# موجه الأوامر
موجه الأوامر أو محث (بالإنجليزية: Command Prompt) (ملف تنفيذي يحمل الاسم cmd.exe) هو مترجم سطر أوامر متوفر على مايكروسوفت على أنظمة تشغيل أو إس/2، ويندوز سي إي، ويندوز إن تي، ويندوز 2000، ويندوز إكس بي، ويندوز فيستا، ويندوز 7، ويندوز سيرفر 2003، وويندوز سيرفر 2008. لا تستخدم الأنظمة الشبيهة بيونكس موجه الأوامر بل يستعمل يونكس شل. تم استبدال موجه الأوامر بـ COMMAND.COM.

## أوامر
CHKNTFS ||عرض أو تعديل فحص القرص أثناء الإقلاع.

DISKCOPY	||نسخ محتويات قرص مرن إلى آخر.

| الأمر       | الوظيفة | مثال                                                                                            |
| ----------- | --- | ----------------------------------------------------------------------------------------------- |
| HELP        | عرض جميع أوامر CMD مع شرح دورها.                                                                                     |                                                                                                 |
| ATTRIB      | عرض أو تعديل نسق الملف.                                                                                              | attrib -r -s -h autorun.inf، إزالة نسق القراءة، النظام، والإخفاء من ملف المعلومات autorun.inf   |
| BREAK       | تمكين أو تعطيل عملية الفحصCTRL+C.                                                                                    | break                                                                                           |
| BCDEDIT     | تعديل الخصائص في قاعدة بيانات الإقلاع للتحكم بعملية الإقلاع.                                                         |                                                                                                 |
| CACLS       | عرض أو تعديل قوائم تحكم الوصول (ACLs) للملفات.                                                                       |                                                                                                 |
| CALL        | استدعاء برنامج دفعاتي من برنامج دفعاتي آخر.                                                                          |                                                                                                 |
| CD          | عرض اسم أو تغيير المجلد الحالي. cd windows ينتقل للدليل windows إذا كان موجوداً كفرع من الدليل الحالي                 |                                                                                                 |
| CHCP        | عرض أو تعديل رقم صفحة الترميز النشطة.                                                                                |                                                                                                 |
| CHDIR       | نفس الأمر CD. |                                                                                                 |
| CHKDSK      | تفحص القرص وعرض تقرير حالته.                                                                                         |                                                                                                 |
| CLS         | مسح الشاشة. |                                                                                                 |
| CMD         | بدء شاشة جديدة من محث أوامر ويندوز.                                                                                  |                                                                                                 |
| COLOR       | ضبط اللون الافتراضي لشاشة الخلفية والخطوط.                                                                           |                                                                                                 |
| COMP        | مقارنة محتويات ملفين أو مجموعة من الملفات.                                                                           |                                                                                                 |
| COMPACT     | رض أو التبيه حول عملية ضغط الملفات في تقسيمات NTFS.                                                                  |                                                                                                 |
| CONVERT     | حويل وحدات تخزين FAT إلى NTFS. لا يمكن تحويل القرص الحالي أو التحويل العكسي إلى FAT مالم تقم بتهيئة وإزالة البيانات. | convert D: /fs:ntfs يحول القرص D إلى نظام NTFS دون التأثير على البيانات الموجودة.               |
| COPY        | نسخ ملف أو ملفات من موقع لآخر.                                                                                       |                                                                                                 |
| DATE        | عرض أو تعديل التاريخ.                                                                                                |                                                                                                 |
| DEL         | حذف ملف أو مجموعة ملفات.                                                                                             |                                                                                                 |
| DIR         | عرض قائمة من الملفات والمجلدات في مجلد معين.                                                                         |                                                                                                 |
| DISKCOMP    | مقارنة محتويات قرصين مرنين.                                                                                          |                                                                                                 |
| DISKPART    | عرض أو إعداد خصائص تقسيم القرص.                                                                                      |                                                                                                 |
| DOSKEY      | تحرير أوامر المحث، استدعاء الأوامر التي طلبت سابقاً، ويخلق برامج ماكرو.                                               |                                                                                                 |
| DRIVERQUERY | عرض حالة وخصائص القرص الحالي.                                                                                        |                                                                                                 |
| ECHO        | عرض رسائل أو تمكين أو تعطيل خاصية الصدى.                                                                             |                                                                                                 |
| ENDLOCAL    | إنهاء مهمة متغيرات البيئة المحلية في ملف دفعي.                                                                       |                                                                                                 |
| ERASE       | نفس الأمر DEL. |                                                                                                 |
| EXIT        | الخروج من محث الأوامر.                                                                                               |                                                                                                 |
| FC          | يقارن بين ملفين أو مجموعة من الملفات (مثل FCOMP) ثم يعرض الفوارق بينها.                                              | fc settings.ini settings.old يقارن بين الملف الحالي settings.ini وبين الملف القديم settings.old |
| FIND        | يبحث عن رمز نصي في ملف أو مجموعة ملفات.                                                                              |                                                                                                 |
| FINDSTR     | يبحث عن رموز في ملفات.                                                                                               |                                                                                                 |
| FOR         | تنفيذ أمر معين لكل ملف ضمن مجموعة من الملفات.                                                                        |                                                                                                 |
| FORMAT      | تهيئة القرص ليصبح جاهزاً للاستعمال في ويندوز.                                                                         |                                                                                                 |
| FSUTIL      | عرض أو ضبط خصائص ملف النظام.                                                                                         |                                                                                                 |
| FTYPE       | عرض أو تعديل أنواع الملفات المستعملة في امتدادات الملفات المشاركة.                                                   |                                                                                                 |
| start       | يفتح برنامج موجه اوامر اخر بنفس المسار.                                                                              |                                                                                                 |

## وصلات خارجية
- أريد جميع أوامر محث ويندوز